# HAP1
L'HAP1 (pour « Huntingtin-associated protein 1 ») est une protéine codée par le gène du même nom situé sur la chromosome 17 humain.

## Fonctions
Contrairement à la huntingtine, exprimée dans l'ensemble de l'organisme, l'HAP1 est produite exclusivement dans les neurones, se fixant sur les tubules et autres organelles et intervenant dans le transport de différents éléments. Elle est essentiellement retrouvée dans les noyaux du tronc cérébral, le bulbe olfactif et les noyaux supraoptiques de l'hypothalamus.
Elle interagit avec la huntingtine normale permettant le transport de la BDNF ou (facteur neurotrophique dérivé du cerveau). Son absence (associée avec une hungtitine normale) donne des lésions cérébrales proches de la maladie de Huntington dans un modèle animal, entraînant des troubles du comportement avec une anorexie, probablement en lien avec l'acide γ-aminobutyrique (GABA), et la mort.
Elle intervient dans la neurogenèse post natale en intervenant sur les récepteurs aux neurotrophines, du moins chez la souris.